# 劉孝堂
劉孝堂（1966年－），中華民國空軍中將，畢業於中正預校1984年班（民國73年班）、空軍官校69期1988年班（正77年班）、國立臺北大學公行系碩士2008年（公共政策專攻，指導教授為國民黨籍顧慕晴博士），為2020年中華民國空軍UH-60M黑鷹直升機墜毀事故5名生還者之一，現任空軍防空暨飛彈指揮部指揮官與國立臺北大學公行系系友會理事，曾任國防部參謀本部作戰及計畫參謀次長室防資處長、國防大學空軍指揮參謀學院院長、空軍防空暨飛彈指揮部副指揮官、空軍防空砲兵指揮部指揮官、空軍防空砲兵指揮部參謀長等職，是國立臺北大學公共事務學院出身的第1位現役中將，也榮獲第22屆國立臺北大學傑出校友獎。2016年1月1日晉升少將、2022年6月1日晉升中將。